# Musanze
Musanze, in passato Ruhengeri, è un settore (imirenge) del Ruanda, parte della Provincia Settentrionale e capoluogo del distretto omonimo.
Si trova nel nordovest del paese, nei pressi della catena dei monti Virunga, del lago Bulera, del Parco nazionale dei Vulcani, dove si trovano i gorilla di montagna che attirano visitatori da tutto il mondo; per questo motivo, Musanze svolge anche un importante ruolo come centro turistico. Dispone di una pista di atterraggio.